# David Fleischer
David Marcel Fleischer (Houston, Texas, Estados Unidos, 6 de diciembre de 1974) es un juez estadounidense del tribunal penal del condado de Harris en Texas. Fue elegido por primera vez para el cargo en 2018, presentándose como demócrata, y ganó la reelección en 2022. Fleischer obtuvo popularidad en Internet por su manera único de dirigirse a los acusados.

## Biografías
Fleischer es un estadounidense de primera generación, cuyos padres emigraron de Santiago de Chile a Houston en 1973. Se graduó en la Universidad de Houston y en la Facultad de Derecho Cooley.Fleischer ha sido abogado en Texas desde 2004 y era abogado penalista defensor antes de presentarse a un cargo público.
En 2018, Fleischer se postuló para el Tribunal Penal del Condado de Harris en la Ley N ° 5 después de que la titular Margaret Harris declinó presentarse a la reelección. Centró su campaña en reformar el tribunal y garantizar que todos los acusados sean tratados de manera justa y equitativa. En las primarias demócratas, se enfrentó a dos contendientes y recibió el 50% de los votos, pasando a las elecciones generales. En las elecciones generales, Fleischer derrotó al republicano Xavier Alfaro 55,13% a 44,87%.
Una vez en el cargo, Fleischer trabajó con otros jueces de la reforma para resolver las demandas que dictaminaron que las prácticas de libertad bajo fianza en el condado de Harris eran inconstitucionales. Bajo la reforma de la libertad bajo fianza promovida, hubo una reducción significativa de las personas a las que se les negó una fianza por delitos menores, así como los acusados no fueron encarcelados por llegar tarde a la corte o por dar positivo en marihuana.
Fleischer se presentó a la reelección en 2022 y se enfrentó a dos aspirantes a fiscal del distrito, un demócrata y un republicano. En las elecciones primarias de marzo, Fleischer derrotó a su contrincante Carlos Aguayo por 53,48% a 46,52%. En las elecciones generales, se enfrentó a Elizabeth Buss, que había criticado a los jueces progresistas del condado por el aumento de la violencia. Fleischer defendió la reforma de la fianza del condado, diciendo: «Hemos trabajado mucho [para demostrar] que cualquier temor que alguien pueda haber tenido sobre la reforma de la fianza es simplemente absurdo en el ámbito de los delitos menores». En las elecciones de noviembre, Fleischer derrotó por un estrecho margen a Buss, 50,15% a 49,85%.
Para 2024, Fleischer recibió atención nacional por sus videos virales por sus comentarios contundentes mientras fallaba en los casos, mientras que también proporcionaba orientación y compasión a los acusados. También ha recibido elogios por su postura sobre la justicia racial y por desestimar casos que involucran posibles perfiles raciales por parte de las fuerzas de seguridad.

## Vida personal
Fleischer está casado y tiene tres hijos con su mujer. Su madre es judía.